# Nausicaä (Nausicaä della Valle del vento)
(Nausicaä a Yupa, Nausicaä della Valle del vento)
Nausicaä (ナウシカ?, Naushika, na.ɯɕika) è la protagonista del manga Nausicaä della Valle del vento, scritto e disegnato dall'animatore e regista giapponese Hayao Miyazaki e pubblicato nella sua serializzazione originale da Tokuma Shoten sulla rivista Animage dal 1982 al 1994, e del suo adattamento cinematografico del 1984 diretto dallo stesso autore e distribuito dalla Toei Company.
Principessa della Valle del vento, regno fittizio di una Terra post-apocalittica devastata da un cataclisma bellico noto come i Sette giorni di fuoco che ha annientato la civiltà umana e buona parte dell'ecosistema originale, Nausicaä succede al padre malato Jihl alla guida del suo popolo, motivata da un grande amore verso gli altri e verso la vita stessa. Ciò la porta anche a stringere un rapporto speciale con gli animali e a studiare l'ecologia del suo mondo e del Mar Marcio, un complesso e tossico sistema di flora e fauna sviluppatosi in seguito alla guerra termonucleare che si sta espandendo in tutto il territorio.
L'impegno e la determinazione sono così forti in lei da renderla una personalità carismatica (capace di attrarre l'ammirazione e l'adorazione di tutti quelli che la incontrano) e coraggiosa (tanto da tentare di fermare il conflitto creatosi tra gli imperi di Tolmekia e Dorok).
Apprezzata per il suo carattere umano, gentile e filantropo, godette di una vasta popolarità in madre patria, figurando in molte classifiche sui personaggi più amati dal pubblico e ottenendo numerosi riconoscimenti: venne infatti insignita da Animage dell'Anime Grand Prix quale "miglior eroina" nel 1985, e nel 1987, e arrivò seconda nell'edizione di maggio 1991, mentre nel 2014 il webzine IGN la collocò al nono posto della classifica dei "25 migliori personaggi anime di tutti i tempi". Soprattutto divenne oggetto di studio da parte di ricercatori e accademici letterari, i quali ne analizzarono il comportamento e la psicologia, focalizzandosi principalmente sugli aspetti più innovativi e inediti, che nel tempo influenzarono sia l'opera stessa di Miyazaki sia l'industria anime e cinematografica in generale.

## Creazione e sviluppo

### Genesi del personaggio e fonti d'ispirazione
(Hayao Miyazaki nella post-fazione al primo tomo del manga)
Hayao Miyazaki concepì il personaggio di Nausicaä dopo un lungo processo creativo e a partire dal naufragio di un adattamento animato del fumetto Rowlf di Richard Corben (pubblicato nel 1971 sui numeri 16 e 17 della rivista Voice of Comicdom e poi riproposto a colori nel 1979-1980 su Métal Hurlant), che lo aveva molto colpito per la storia, incentrata su una principessa protetta dal suo cane. Infatti, riscontrando molte somiglianze con la fiaba europea La bella e la bestia, egli era deciso a trarne un anime in cui vi fosse un'eroina che incarnasse i temi «della devozione e dell'altruismo». In un secondo momento però aveva cambiato idea, deluso proprio da questa protagonista «troppo blanda», e allora aveva immaginato di scrivere una sceneggiatura originale su una ragazza «dal carattere forte, traboccante di sensibilità e bloccata da un padre incompetente»; l'aveva chiamata Yala (ヤラ?, Yara) e le aveva cucito addosso il ruolo di una giovane principessa «costretta a sopportare il peso schiacciante del destino». Nelle intenzioni iniziali, suo padre, in seguito a una malattia, avrebbe dovuto lasciarle il fardello di guida del regno e dei sudditi, imbrigliando così le sue aspirazioni personali. Riprendendo il concept dell'opera di Corben, nelle sue avventure ella sarebbe stata costantemente accompagnata da un cane, suo compagno e sostegno «fin dalla giovane età», e che sarebbe diventato poi la base per l'animaletto di Nausicaä Teto.
Parallelamente, Miyazaki era stato ispirato anche dalla lettura di una traduzione giapponese di un romanzo sulla mitologia greca dello scrittore statunitense Bernard Evslin, Piccolo dizionario di mitologia greca, in cui aveva appreso per la prima volta l'esistenza di Nausicaa, personaggio omerico del poema epico greco l'Odissea. Aveva trovato il nome di lei «molto fresco e vigoroso» ed era rimasto incantato, oltre che dalla sua storia e dalla sua personalità, soprattutto dalla premura dimostrata verso il naufrago Ulisse, trovato svenuto sulla spiaggia dell'isola dei Feaci. Inoltre gli ricordava la protagonista di una fiaba giapponese che aveva letto da bambino, Mushi mezuru himegimi (虫めづる姫君? lett. "La principessa che amava gli insetti"), contenuta nella raccolta Tsutsumi chūnagon monogatari, una ragazza appartenente a una famiglia aristocratica giapponese che preferiva la compagnia e lo studio degli insetti alle occupazioni tipiche di una donna del suo rango nobiliare. Furono questi i due modelli, fusi insieme, dai quali nacque la Nausicaä della Valle del Vento, le cui fattezze vennero create a partire dai bozzetti preparatori del defunto adattamento di Rowlf.
Successivamente, per il rapporto speciale con il vento e per i poteri telepatici che ella possiede, l'autore prese spunto da alcune vecchie traduzioni di certi scritti sull'Europa medievale, in cui v'era riportato che il controllo del vento era considerato, al tempo, un atto di stregoneria, mentre guardò al ciclo di Earthsea, la serie di romanzi fantasy dell'autrice e glottoteta statunitense Ursula K. Le Guin (che all'epoca era arrivato al terzo capitolo, La spiaggia più lontana, pubblicato nel 1972) per mutuare il termine "Maestro del vento" (風使い?, kaze tsukai), da "Master Windkey" (風の司?, kaze no shi, lett. "colui che dirige il vento"), epiteto per coloro i quali sono in grado, come Nausicaä, di interpretare quasi istintivamente le intricate correnti atmosferiche e cavalcarle con sicurezza. Per la traslitterazione del nome si rifece infine alla traduzione di Yataka Kobayashi dell'enciclopedia di Evslin, scegliendo ナウシカ?, (nauʃika) alle due forme ノシカ?, (noʃika) e ノジカ?, (noʒika) (maggiormente in uso).

### Aspetto fisico e caratterizzazione

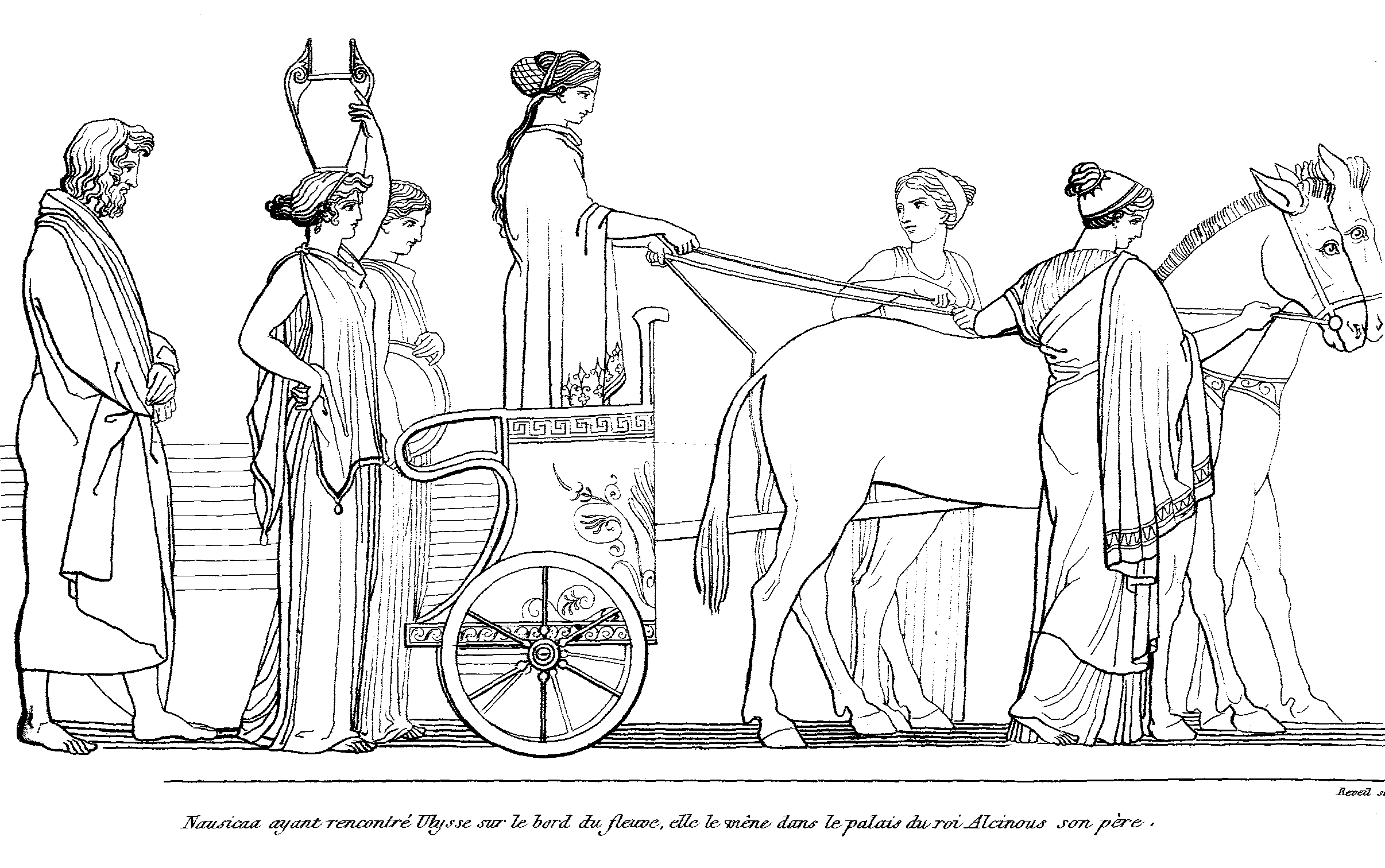
Illustrazione raffigurante la Nausicaa (sulla biga) dell'Odissea omerica

Miyazaki arrivò a delineare l'aspetto fisico di Nausicaä per gradi e solo dopo aver maturato una certa esperienza con i suoi primi lavori sia anime che manga. Infatti, oltre alla succitata Yala e agli schizzi per Rowlf, altri prototipi per la principessa furono, primo fra tutti, Shuna, protagonista del seinen Shuna no tabi (pubblicato in un unico volume il 15 giugno 1983 dall'Animage Ju Ju Binko, sussidiaria della Tokuma Shoten) e poi Lana, dell'anime televisivo del 1978 Conan il ragazzo del futuro, e la duchessa Clarisse, del film d'animazione Lupin III: Il castello di Cagliostro, del 1979. Nei primi studi preparatori il regista aveva pensato di farle indossare dei pantaloni corti e mocassini bassi, esponendo così le gambe nude «per rendere efficacemente i movimenti vigorosi di un personaggio atletico», ma dovette abbandonare l'idea perché incompatibile con il difficile ecosistema dell'ambientazione post-apocalittica. Ciononostante ella risultò uno dei suoi personaggi femminili più avvenenti, come dimostrano alcuni bozzetti successivi, risalenti al periodo 1980-1982. Decise di snellirla, mantenendola comunque una figura giovane e attraente, così da non trovarsi in imbarazzo in eventuali scene di nudo e da non allontanarsi in tal modo dal desiderio di raccontare «una storia più spirituale».
Nel disegnare le illustrazioni promozionali del manga per alcuni numeri di Animage, in cui Nausicaä sarebbe dovuta apparire sorridente, spensierata e in pose «sexy», Miyazaki si rese conto che raffigurazioni del genere non si confacevano alla sua personalità. Per questo, da quel momento in poi, evitò di rappresentarla come un personaggio dai tratti caratteriali stereotipati e sprezzanti, preferendo conferirle l'immagine di una persona «seria [...] , calma e posata» (ma non «accigliata») e controbilanciando il suo atteggiamento «oscuro e riservato» con un «carattere peculiare della sua femminilità». Tale scelta fu influenzata anche dalla filantropia che la anima, propensa in maniera naturale a cercare di comprendere e accettare i propri avversari, e che la fanno rientrare in quella schiera di eroine che «lungi dall'essere soddisfatte [...] , sono le più altruiste».
In un'intervista condotta per lo Young Magazine, il mangaka, su questa scelta di adottare un protagonista femminile per la sua opera, spiegò che un eroe maschile avrebbe portato con sé troppi pregiudizi e cliché, come l'esistenza di una nemesi totalmente votata al male che egli avrebbe dovuto combattere e sconfiggere («come i nazisti di Indiana Jones») e che non si sarebbe pertanto adattata al tema portante della vicenda. Inoltre, annoiato dalla moda dei suoi tempi di raffigurare "eroi" come persone comuni solo per permettere al pubblico di identificarvisi più facilmente, scelse deliberatamente di creare un personaggio atipico, innaturalmente perfetto e privo di difetti. Ebbe soltanto dei dubbi, confessati in un'altra intervista per il periodico YOM a cura di Iwanami Shoten, sul fatto di attribuirle il titolo di principessa, in quanto, influenzato dalle teorie del marxismo e del materialismo storico, temeva di renderla appartenente a un'élite. Tuttavia, nel corso della stesura di Nausicaä della Valle del vento, fugò queste convinzioni e ritenne superfluo il contesto sociale, preferendo concentrarsi sulle azioni e sulle scelte di lei e lasciando spazio a una sua ben precisa evoluzione psicologica e della personalità altruista e magnanima.

### Doppiaggio

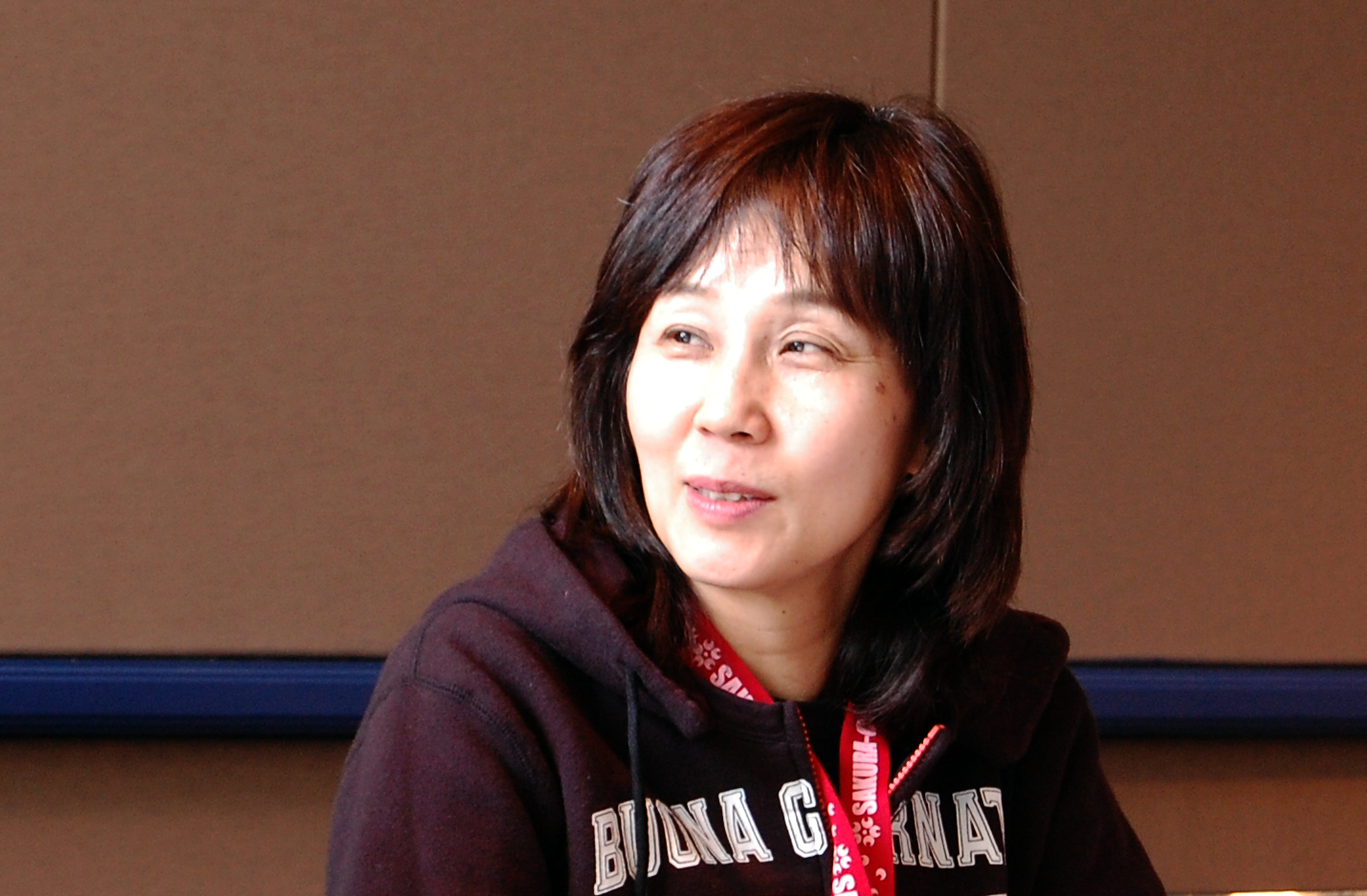
La seiyū Sumi Shimamoto (qui al Sakura-Con del 2007)

Per il film d'animazione, il personaggio di Nausicaä fu interpretato dalla seiyū Sumi Shimamoto, già doppiatrice della duchessa Clarisse de Cagliostro nel precedente Lupin III - Il castello di Cagliostro. Durante il provino, ella si presentò raffreddata e, sebbene sostenne una prova che non giudicò buona, venne comunque scelta da Miyazaki, che sperava di collaborare nuovamente con lei. Questi le richiese di «avere un aspetto più maschile di un uomo e avere un gusto più femminile di una donna», al che la fece provare per circa un'ora, prima di iniziare le fasi di registrazione. Inoltre, per le scene in cui la principessa indossava la maschera respiratoria. Patrick Drazen salutò con grande plauso la sua prova recitativa, soprattutto nella scena in cui la ragazza tenta di impedire al cucciolo ferito di Mostro-tarlo di finire nel lago d'acido, ustionandosi un piede nell'acqua e lanciando un urlo che «suscita le lacrime all'ascoltatore e alza l'asticella delle voci dei cartoni animati».
Nausicaä venne doppiata in italiano da Paola Del Bosco nel primo adattamento del film trasmesso su Rai 1 nel 1987 e da Letizia Ciampa nel secondo doppiaggio realizzato dalla Lucky Red nel 2015. Nella versione inglese ebbe le voci di Susan Davis, in Warriors of the Wind (un montaggio dell'anime realizzato senza l'approvazione di Miyazaki da Roger Corman tramite la sua casa di produzione e distribuzione cinematografica New World Pictures, che ne stravolse la trama e i nomi dei personaggi) del 1985, e di Alison Lohman, nella versione originale edita nel 2005, mentre nel doppiaggio tedesco della Universum Anime dello stesso anno quella di Anke Kortemeier. In francese le prestarono la voce Marie-Laure Dougnac, in La Princesse des Étoiles del 1991, e Adeline Chetail, nel doppiaggio del 2006 prodotto dalla Dubbing Brothers. In castigliano ebbe come doppiatrici Ana Ángeles García, nel montaggio Guerreros del Vientos distribuito nel 1987, e, nella versione originale del 2010, Belén Rodríguez (per il mercato spagnolo), e Mildred Barrera (per quello ispanico-americano). In svedese venne doppiata dall'attrice Beatrice Järås soltanto in Vindens krigare, che fu trasmessa in televisione sul finire degli anni Ottanta. In russo le prestarono la voce Olga Zvereva, nel primo doppiaggio della versione integrale, effettuato nel 2007, e Tatyana Manetina, nel secondo, realizzato invece nel 2019; invece in ungherese fu doppiata da Tamási Nikolett, nell'edizione originale distribuita da Best Hollywood nel 2007. In coreano le prestò la voce Woo Jeong Sin nel 2000 nella versione non tagliata, così come in cinese la cantante Priscilla Chan, per il mercato hongkonghese (in cui il film uscì nel 1988), e He Shifang, per quello cinese (in cui invece venne distribuito nel 2004).

## Biografia
La storia di Nausicaä, così come viene presentata nel manga, pubblicato come accennato dal febbraio 1982 al marzo 1994 da Animage (in Italia sarebbe stato invece stampato dalla Panini Comics tra il 2000 e il 2001 in sette volumi), si presenta molto più articolata e ampia rispetto a quella raccontata nell'adattamento anime, il quale, realizzato nel 1984 dalla Tokuma Shoten per sfruttare il successo dell'opera, fa leva solo su alcuni eventi, lievemente modificati, che si ritrovano nei primi sedici capitoli. Di seguito sono sintetizzate le due versioni, che omettono alcune parti della trama per focalizzarsi soltanto sulle vicende della principessa.

### Manga
(Yupa, dal settimo tomo del manga)
Nausicaä, principessa di una piccola nazione della Periferia chiamata Valle del vento (風の谷?, Kaze no tani), si ritrova a succedere al trono suo padre Jihl, molto malato, quando il regno alleato di Tolmekia (トルメキア?, Torumekia) dichiara guerra a quello di Dorok (土鬼?, Doruku), ed è così costretta a guidare un contingente armato sotto il comando della principessa tolmekiana Kushana, figlia di re Vu (ヴ王?, Vu ō). In seguito all'attacco del principe di Pejite Asbel (アスベル?, Asberu) alle truppe, viene separata dal resto del gruppo e si imbatte in un'avanguardia di Dorok, dalla quale apprende di un piano per distruggere l'esercito tolmekiano usando un branco di Vermi Re (王蟲?, Ō mushi) inferociti, provocati dai lamenti di un loro cucciolo torturato. La fanciulla, pur senza riuscire a evitare l'attacco delle creature all'accampamento tolmekiano, salva la vita al piccolo e lo fa ricongiungere alla sua famiglia, macchiandosi con il suo sangue blu durante l'operazione. Ciò fa sì che ella venga identificata dai testimoni dell'avvenimento come la figura di una dea alata, che, secondo un'antica profezia, porterà l'umanità verso la salvezza.
Risvegliate allora queste antiche credenze a lungo sopite sia tra i tolmekiani sia tra i Dorok, Nausicaä diventa una minaccia per il fratello minore del sacro imperatore, Mirarupa (ミラルパ?, Miralupa), il quale, con le sue facoltà psichiche, tenta sovente e inutilmente di infiltrarsi nella sua mente per corromperla. Ciò tuttavia non le impedisce di penetrare in territorio nemico, venendo così coinvolta suo malgrado nella battaglia di Sapata. Allontanatasi dal conflitto e dopo aver compreso il ruolo del Mar Marcio (腐海?, Fukai) e dei suoi abitanti all'interno del processo di purificazione della Terra, cerca invano di fermare i Dorok dall'utilizzare in guerra un'arma nociva che ha come ripercussione quella di favorire l'espansione dell'ecosistema tossico su buona parte del territorio. Questo la porta a scontrarsi con il sacro imperatore in persona, Namuris (ナムリス?, Namurisu) (il quale nel frattempo ha deciso di unirsi in matrimonio con Kushana per fortificare il suo esercito), e a impedirgli di risvegliare uno dei giganteschi robot biomeccanici conosciuti come Soldati Titani (巨神兵?, kyoshinhei), rinvenuto a Pejite. Nella colluttazione però è proprio lei che erroneamente lo riporta in vita, venendo anche scambiata dal dio guerriero per sua madre. Tuttavia ciò le permette di prendere il suo controllo e gli dà il nome di Ohma (オーマ?, Ōma).
Con esso si dirige alla città santa di Shuwa (シュワ?) e, superata la prova morale del Guardiano (庭の主?, niwa no nushi) (avente le fattezze di sua mamma) del giardino idilliaco del luogo, si impegna con re Vu ad affrontare il Signore del Santuario (墓所の主?, Bosho no nushi), un'entità senziente costruita dalla civiltà precedente ai Sette giorni di fuoco in una cripta inespugnabile e abitata da uomini immortali, custodi delle arcaiche tecnologie oscure delle quali si erano serviti l'imperatore e suo fratello. Ricorrendo ancora una volta a Ohma, distrugge la macchina, i servitori e l'intero edificio, così da eliminare per sempre quelle arti malvagie che avevano spinto la razza umana sull'orlo dell'estinzione. Vu si sacrifica proteggendo la principessa dall'esplosione. Nell'epilogo, viene scritto che «Nausicaä rimase nella città di Dorok e visse con la gente di Dorok. Una delle cronache racconta che Nausicaä non tornò nella Valle del vento finché Chikuku non ebbe raggiunto la maggiore età. Un'altra invece narra che la ragazza scomparve per seguire gli uomini della foresta».

### Film d'animazione
Una notte, sui campi della tranquilla Valle del vento si schianta un'enorme nave volante attaccata dagli insetti e avente a bordo un gigantesco soldato invincibile in stato di incubazione. Subito dopo quest'incidente sopraggiungono delle aeronavi di Tolmechia, dalle quali scendono centinaia di soldati che mettono a ferro e fuoco l'intero regno. Sono guidati dalla principessa Kushana, intenzionata a usare il robot per conquistare le nazioni confinanti e distruggere la giungla tossica. Nausicaä cerca inutilmente di avvertirla dell'insensatezza del suo progetto (in quanto scagliarsi contro la foresta comporterebbe soltanto alla furia devastatrice dei Mostro-tarli) e infine accetta, per salvare il suo popolo, di seguirla nell'impresa in qualità di ostaggio, assieme a un piccolo contingente di suoi amici. Durante il tragitto verso Tolmechia, l'esercito aereo viene attaccato e decimato dal principe di Pejite Asbel. Anche la fanciulla viene abbattuta, ma riesce a portare con sé anche il pejitiano, precipitando nel sottosuolo della giungla tossica. Qui scopre che essa esiste solo per purificare la Terra dall'inquinamento prodotto dall'essere umano.
Lasciata la foresta insieme al ragazzo, viene a conoscenza del piano degli abitanti di Pejite di usare un cucciolo di Mostro-tarlo come esca per provocare gli insetti e aizzarli contro l'esercito tolmechiano, coinvolgendo in questo modo anche la Valle del vento. Nausicaä fa in tempo a salvare il piccolo, macchiandosi nel processo del suo sangue blu, quindi, nel tentativo estremo di proteggere il suo popolo, decide di lasciarsi investire dall'orda di insetti (i quali non vengono bloccati neanche dal raggio mortale del dio guerriero, che subito dopo, essendo stato risvegliato prima del tempo, si squaglia). Questi la riportano però in vita grazie ai loro poteri e la innalzano sui loro tentacoli. Sia i tolmechiani che la sua gente la vedono allora come camminare su un campo dorato illuminato dal sole e la riconoscono come la figura, descritta da un'antica profezia, che porterà la pace nel mondo.

## Personalità e psicologia

### Sessualità
(Uno dei soldati tolmekiani a Nausicaä, dal quarto tomo del manga)

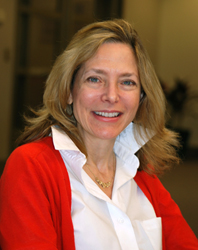
Susan J. Napier, docente statunitense e saggista che apprezzò particolarmente la personalità di Nausicaä

Come accennato, sebbene sia un'abile combattente, Nausicaä è di indole pacifica, compassionevole ed empatica verso gli altri esseri viventi. In particolare, possiede l'insolita abilità di comunicare con gli animali e soprattutto con gli insetti giganti del Mar Marcio, con i quali tenta di instaurare un rapporto civile di convivenza a dispetto dello scetticismo e della diffidenza diffuse tra la sua gente della Valle del Vento.
In un capitolo del saggio del 2002 Men and Masculinities in Contemporary Japan: Dislocating the Salaryman Doxa, in cui si analizza «la mascolinità femminile nella narrativa», gli studiosi James E. Roberson e Suzuki Nobue notano come Hayao Miyazaki abbia tratteggiato il ritratto perfetto di «un'eroina giovane e forte, anche se ha molto della tradizione shōjo». A conferma di ciò riportano il parere di Ogita, un drammaturgo che, componendo alcune pièce per la compagnia teatrale Takarazuka Revue, paragona il suo lavoro a quello del regista in quanto anche lui ritiene importantissimo il fatto che le eroine dei manga debbano essere pure e asessuali, affinché possano maggiormente risaltare i temi della purezza e della forza. Di fatto nel fumetto, dopo il loro primo incontro, il Gran sacerdote dei Mani (マニ族僧正?, Mani zoku sōjō) descrive la principessa come una «notevole giovane» dotata di «un'alchimia […] di profonda dolcezza e coraggio».
Susan Jolliffe Napier, docente di lingua e letteratura asiatiche alla Tufts University del Massachusetts, diplomata ad Harvard e autrice di diversi trattati sugli anime, considera la personalità di Nausicaä in 7 The Enchantment of Estrangement: The shōjo in the World of Miyazaki Hayao, capitolo del suo Anime: From Akira to Princess Mononoke: Experiencing Contemporary Japanese Animation (edito nel 2003), come «unica, [un'] unione perfetta di qualità femminili (meraviglia, compassione, simpatia) e maschili (conoscenze tecniche e potenza fisica)». Nel film, ella entra in scena come «una figura androgina mascherata», che però, subito dopo, rivela «un carattere affascinante e lirico della tradizione shōjo», sostenuto ampiamente dal doppiaggio tipico della seiyū Sumi Shimamoto; ne è un chiaro esempio quando, trovato il guscio del Mostro-tarlo, si sdraia a osservare le spore che cadono dalle fronde degli alberi tossici come fiocchi di neve. Questo suo modo di vedere il mondo desolato e inquietante che gli sta attorno lascia allo spettatore un'impressione ancora più forte, poiché tutto viene filtrato attraverso i suoi occhi, presentandosi sotto una luce diversa (secondo Andrew Osborn, moderatore di Nausicaa.net, viene presentata come «un misto di precocità e innocenza da fiaba», derivanti non dall'ingenuità ma dalla meraviglia scientifica). Rappresenta quindi l'incarnazione di un «ideale di femminilità [...] , polimata, dotata di poteri particolari e potenzialmente una figura messianica». Inoltre, la sua abilità nel controllare il vento e il suo incedere su un campo dorato creato dai tentacoli dei Vermi Re nella sequenza finale della pellicola sono col tempo diventati due elementi ricorrenti nei successivi lavori di Miyazaki: dando alle sue eroine la capacità di volare, egli vuole di fatto simboleggiare la loro capacità di superare i limiti del reale.
Secondo la ricercatrice statunitense Kaori Yoshida, la principessa, nella scena in cui annienta i guerrieri che hanno ucciso suo padre (che Napier definisce «davvero scioccante»), sprigiona una «mascolinità tradizionale piuttosto che una femminilità». Quando mette in atto la sua vendetta infatti, il passaggio è «ambivalente» nel suo messaggio, suggerendo sia «un rito maschile di passaggio» che «una lezione di scopo morale», che poi la renderanno timorosa del proprio potere.
Per i francesi Raphaël Colson (saggista di fantascienza e grande appassionato del lavoro del regista) e Gaël Régner (studioso della lingua e della cultura giapponesi), autori della monografia Hayao Miyazaki: Cartographie d'un univers del 2014, la giovane non è altro che una «principessa di un regno feudale idealizzato […] amata e rispettata dai suoi sudditi, […] e ammirata e temuta dai suoi nemici», «cresciuta più velocemente della sua età» a causa delle sue numerose responsabilità che le gravano sulle spalle e che però l'hanno portata ad agire come un re: con maturità, diplomazia, attenzione e risolutezza.
Si dibatte infine sul fatto che Nausicaä sia sessuata o sessualmente orientata o meno. Napier nota che il rapporto con Asbel è «potenzialmente erotico», ma Yoshida afferma che il suo corpo «non è [quello] tipico progettato per stimolare» lo sguardo maschile, così come il suo ambiguo modo di vestire: di fatto nei primi fansub del film realizzati in videocassetta veniva scritto che non indossava pantaloni.

### Empatia e comunicazione
(Nausicaä al Signore del Santuario, dal settimo tomo del manga)

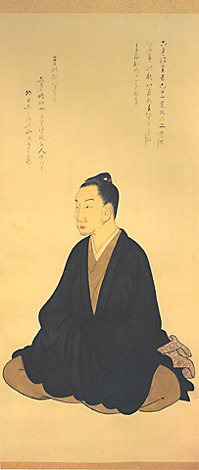
Per Motoori Norinaga (qui in un ritratto del 1790), sia il cielo che la Terra, con tutto ciò essa che contiene, sono degni di interesse, se osservati con attenzione

La giornalista canadese Lucy Wright, all'interno del suo articolo Forest Spirits, Giant Insects and World Trees:The Nature Vision of Hayao Miyazaki, pubblicato l'11 gennaio 2016 dalla rivista accademica Journal of Religion and Popular Culture, afferma che Nausicaä abbia una visione della Natura simile a quella shintoista dello scrittore ed erudito giapponese Motoori Norinaga, risultando pertanto una vera e propria eccezione all'interno dei canonici personaggi dei manga, la maggior parte dei quali sono al contrario soliti o ignorarla o attaccarla: infatti ella è in grado di scovare la sincerità (真心?, magokoro) in ogni forma di vita che la popola e di rispettarla. È una sorta di «dea della purificazione» che riscatta i peccati degli altri e li perdona: per esempio, a uno dei monaci della tribù dei Mani, che sostiene che «la morte di questo mondo è inevitabile» a causa della follia umana, risponde: «Il nostro Dio dei Venti mi insegna che la vita è prima di tutto in me! Io amo la vita! La luce, il cielo, le persone, gli insetti, li amo più di ogni altra cosa!» Colson e Regner considerano questo suo aspetto «un ovvio rifiuto al manicheismo» e una chiara consapevolezza della sofferenza del suo popolo; una sofferenza in cui tuttavia si possono trovare speranza e momenti di gioia che permettono di «promuovere una convivenza fraterna» tra gli uomini e gli insetti del Mar Marcio (resa ancora più forte dopo la scoperta della vera essenza di quest'ultimo), contraddicendo il pregiudizio secondo il quale «gli insetti e gli uomini non possono vivere nello stesso mondo».
Un altro episodio importante che conferma tale visione shintoista lo si trova anche quando la principessa, fronteggiando il Signore del Santuario di Shuwa, il quale ostenta un certo egoismo soltanto perché rifiuta la purificazione della Terra programmata attraverso il sacrificio di tutte le vite del mondo antico, con orgoglio afferma che gli dei del suo popolo si trovano in tutte le cose della Natura.
Secondo Patrick Drazen, autore statunitense della raccolta di saggi del 2002 Anime Explosion! The What? Why? & Wow! Of Japanese Animation, Nausicaä è yasashii (優しい? lett. «gentile»), al contrario di Kushana, ed è questo che le permette di capire la logica degli insetti e di accettarli al posto di combatterli. Come accennato, questa qualità è ispirata a quella della fiaba Mushi mezuru himegimi, ma è stata talmente approfondita ed espansa da Miyazaki, che «difficilmente [la ragazza] può essere considerata un'eroina tradizionale» e che tutte le sue azioni vengono perciò giustificate dal contesto.
Conseguentemente a ciò, non ha problemi a comunicare anche con gli animali e le piante: già da bambina infatti cerca di salvare un cucciolo di Verme Re dal linciaggio della sua gente (e ciò le ritornerà alla mente quando dovrà compiere nuovamente quest'azione, da adulta). Il suo mentore, Lord Yupa, ribadisce continuamente quanto questa qualità sia rara ed eccezionale. Inoltre non esita a mettersi in pericolo per risolvere un problema o trovare una soluzione a qualunque cosa, come quando, per ristabilire la calma negli anziani mentre precipitano con il brigantino nel Mar Marcio, si toglie la maschera, rischiando di morire per l'aspirazione delle spore tossiche, oppure quando cade in un pozzo per trarre in salvo un gruppo di uomini attaccati da un insetto gigante. Colson e Régner credono che sia spinta da un pesante fardello che l'accompagna fin dalla nascita: Nausicaä è l'unica superstite di undici figli ed è viva solo grazie all'estremo sacrificio dei suoi nonni, che la salvarono assorbendo veleno dal corpo della madre incinta.
Infine l'autore di Travelling sur le cinéma d'animation à l'école, Vincent Marie, reputa la giovane «l'araldo perfetto», che ha il compito di trasmettere il messaggio di Hayao Miyazaki sul «rispetto per tutte le forme di vita»: è un potere, o meglio, un volere di comunicare con i Vermi Re prima usando un'esca e poi telepaticamente. Attraverso questo scambio di informazioni «raggiunge la pienezza interiore [e] l'accesso a una dimensione nativa, particolarmente armoniosa, quasi fetale […]».

### L'aspetto messianico
(Asbel, dal settimo tomo del manga)
In Nausicaä de la Vallée du Vent: la grande saga mythopoétique de Hayao Miyazaki, saggio realizzato come parte di uno studio intitolato Mythe et bande dessinée e condotto dall'Università Blaise Pascal di Alvernia in Francia (pubblicato su libro nel 2007 a cura dalle docenti Danielle Corrado e Viviane Alary), l'accademica Nathalie Dufayet reputa il manga di Hayao Miyazaki una «mitologia» omerica, perché, oltre al fatto che, erede dei precetti dello Shintoismo come detto, Nausicaä sia dotata di «doni quasi soprannaturali di empatia - e di comunicazione con tutti i tipi di esseri viventi», con il suo abbigliamento macchiato del sangue blu dei Vermi Re e il mehve, incarna la leggenda dell'eretico popolo di Dorok di «un uomo alato vestito di blu» salvatore dell'umanità, che ha molto dell' «eterno ritorno del Messia» della Bibbia e che le dona una «dimensione mitica», accentuata dal fatto che il titolo sia del manga che dell'adattamento anime sia proprio il suo nome. Tuttavia, dal suo punto di vista, «questa immagine è solo un'altra illusione ideologica»: malgrado le sue aspirazioni a «salvare ciò che rimane vivo e umano nel mondo» ella rivela infatti un «messianismo sofferto». I primi a riconoscere in lei la rivoluzionaria sono stati il clan dei Mani, che a un certo punto si sacrificano per aiutarla, lasciando un messaggio telepatico al loro popolo: «Le antiche predizioni erano vere… La scelta per guidare la pace nella terra pura e verde è apparsa! Ama gli alberi, parla con gli insetti e invoca il vento, come un uccello…»

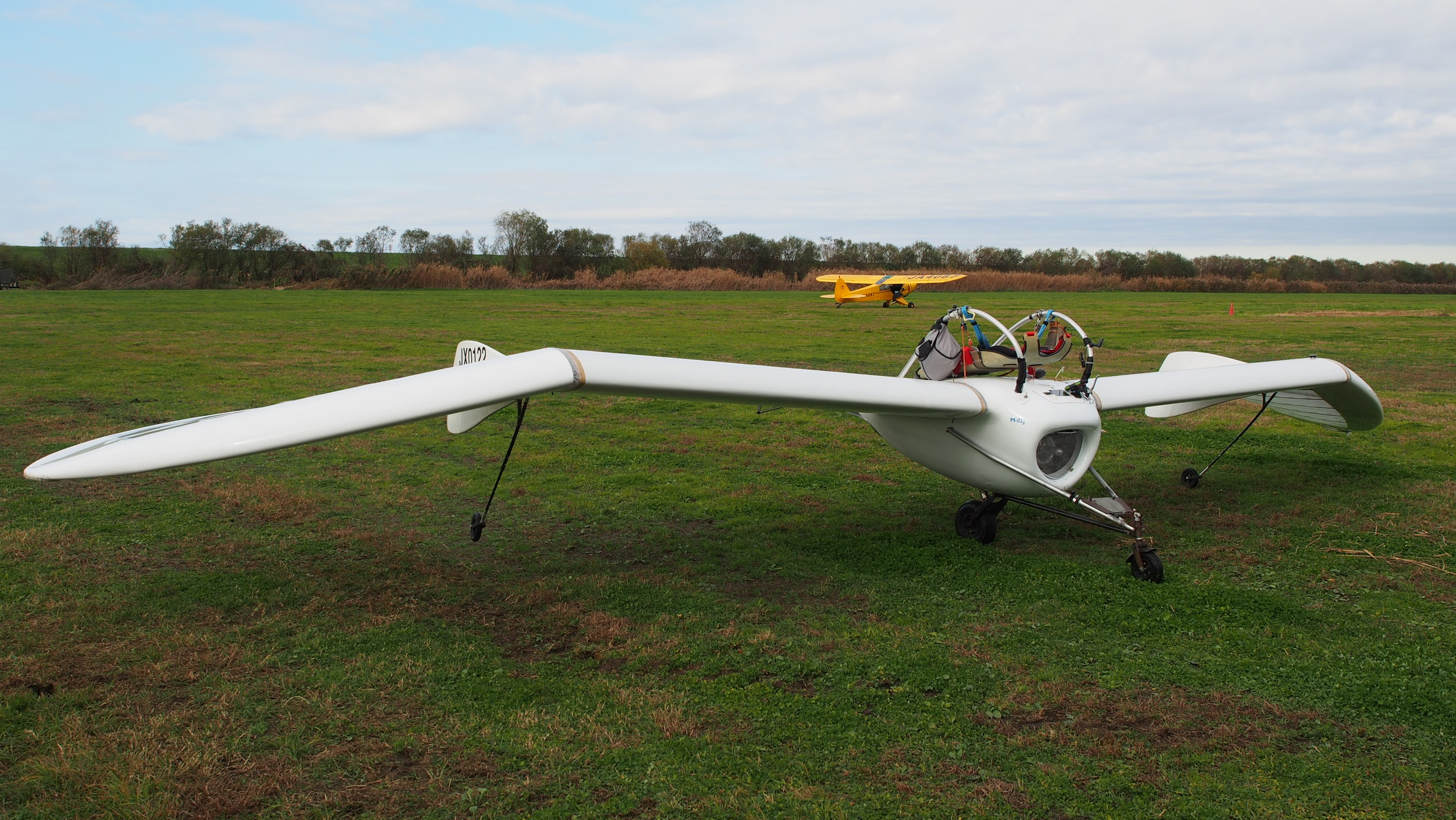
L'aliante mehve (qui in foto una sua riproduzione funzionante, il modello OpenSky M-02 progettato da Kazuhiko Hachiya), è uno dei simboli messianici di Nausicaä, che viene vista dal popolo di Dorok come un «uccello bianco» che li porterà alla salvezza

Anche in questo caso, la principessa, come figura messianica, si discosta molto dalla tradizione per la sua condizione femminile. La sua similitudine con la figura profetica maschile dell'arazzo di re Jihl nel film di animazione infatti, secondo il ricercatore giapponese Tōji Kamata, la rende non soltanto una figura androgina, ma forse anche come l'equivalente di un Bodhisattva, discepolo del Buddha che unisce la compassione ad azioni salvifiche. Napier in particolare trova in lei un divario tra questo lato mistico e quello di Tetsuo Shima di Akira, opera (sia manga che anime) del fumettista e regista Katsuhiro Ōtomo: sebbene entrambi dotati di abilità «soprannaturali», di fatto Tetsuo è «chiaramente negativo e solipsistico», devoto a distruggere tutto e cieco nei riguardi dei sopravvissuti della Tokyo post-apocalittica in cui vive, mentre Nausicaä pensa in modo costruttivo e questo gli permette di comunicare con i Vermi Re e di provare pena per i malvagi. Il suo «sacrificio» per il resto dell'umanità e la sua «resurrezione» alla fine dell'anime sono gli unici suoi segni puramente biblici.
Pure Colson e Régner sono certi sul fatto che la giovane «appartiene indiscutibilmente alla famiglia dei messia», ma con caratteristiche molto insolite e fuori dai canoni: la spontaneità con cui aiuta sia i Dorok che i tolmekiani e la sua capacità di solcare l'aria come un uccello sul suo mehve risvegliano antiche leggende nei momenti critici di dubbio e disperazione. Inoltre, alcuni suoi «prodigi» (come l'aver scoperto un siero vitale per l'uomo tramite il Mar Marcio) rafforzano questo suo aspetto biblico e le permettono di unire popoli diversi «per la sua causa pacifista». A differenza di Paul Atreides, altro personaggio messianico della saga letteraria fantascientifica di Dune dello scrittore statunitense Frank Herbert (ulteriore fonte d'ispirazione per Miyazaki), non rivendica mai questo status mistico: infatti entrambi hanno «presieduto la nascita di una nuova era», ma ella, diversamente da lui, non ha «imposto una nuova organizzazione, uno stile rigido e dogmatico». La coppia di autori vede in questo l'evoluzione massima del protagonista di Shuna no tabi: seppur con lo stesso obiettivo, ovvero la libertà per l'umanità, i destini dei due «rientrano in traiettorie diametralmente opposte», poiché la principessa agisce in un'ottica ben più universale rispetto a Shuna, che invece «si inserisce in una prospettiva più intimistica».
Miyazaki, durante la stesura del manga, non voleva affatto darle il ruolo di una leader totalitaria, ma piuttosto quello di una rappresentante chiamata a guidare gli altri tramite le proprie osservazioni, poiché sono in realtà le persone che la circondano a «far accadere le cose» e non lei stessa. Egli infatti si imbarazzò del fatto che questo lato messianico si manifestasse in maniera così eccessiva nel film durante la scena finale e, non essendo riuscito a fare in modo che i Mostro-tarli si fermassero prima di investirla, spiegò nell'Arte di Laputa, l'artbook del lungometraggio successivo Laputa - Castello nel cielo, che «non era dell'idea di fare di Nausicaä una Giovanna d'Arco [e voleva] rimuovere tutti gli aspetti religiosi. Ma malgrado tutto, questa sequenza è alla fine diventata una scena religiosa».

### Il lato oscuro
(Il Signore del Santuario a Nausicaä, dal settimo tomo del manga)

«Nausicaä e Kushana sono molto simili: sono due facce della stessa medaglia. Ma Kushana, della quale ho mostrato un po' di storia, porta su di sé delle profonde ferite fisiche.»—Hayao Miyazaki

Oltre a definirla «scioccante», Susan Napier reputa la scena nell'anime (assente nel manga) in cui vengono trucidati ferocemente i soldati che hanno assassinato re Jhil molto importante, perché umanizza Nausicaä e rende la sua psicologia maggiormente complessa, attraverso dapprima un atto esclusivamente proprio di un classico eroe maschile, e poi con il ribaltamento dello stesso nella sequenza successiva, dove la giovane dimostra di provare un gran rimorso per quello che ha fatto, mostrandosi così vulnerabile per la prima e unica volta.
Invece per Patrick Drazen, anche in quell'esplosione di violenza ella conserva ancora un pizzico di yasashii, come San, la protagonista del successivo film d'animazione Princess Mononoke, del 1997.
Miyazaki a tal proposito affermò: «Nausicaä e Kushana sono molto simili; come due facce della stessa medaglia». Infatti Kushana, a causa del forte shock provato in guerra, è «cupa e istintiva» e si avvicina a certi aspetti caratteriali di eroi quali Shuna di Shuna no tabi o Ashitaka di Princess Mononoke; il lato oscuro di Nausicaä permette così di rivelarla come sua immagine speculare sebbene, cosciente di avere questi sprazzi di forza bruta e incontrollata, cerca di reprimerli in tutti i modi. Per esempio, dopo aver tentato di compiere la strage dei soldati tolmekiani, si abbandona tra le braccia del suo mentore Lord Yupa, singhiozzando: «Un odio spaventoso dorme in me, che sfugge al mio controllo…»
Colson e Régner vedono questa violenza latente come «una falla che avrà sempre la voglia di tappare» perché terrorizza: «i sentimenti di impulsività possono spingere a commettere terribili errori». Notano però che questa debolezza la rende al contempo «umana e fallibile», lontano dalla rigidezza del suo status messianico, e che il pacifismo che proclama è in realtà il frutto di un profondo e sofferto dissidio interiore.
Inoltre, in una sua analisi pubblicata sul sito Kanpai!, Regner aggiunge che questa rabbia sepolta e talvolta incontrollabile rende dubbia anche una paradossale fallibilità che umanizza la principessa: anche se «coraggiosa, determinata a priori, amata e impavida», non è «la perfetta eroina facile da creare».

### Il percorso iniziatico e il dilemma corneliano
(Nausicaä a Selm, dal sesto tomo del manga)
Raphaël Colson e Gaël Régner si sono accorti di come quasi tutti i personaggi di Miyazaki seguano un ben preciso percorso di formazione: da un «ambiente chiuso» iniziale, rappresentante il microcosmo protettivo in cui trascorrono la loro infanzia, essi intraprendono un viaggio iniziatico non privo di ostacoli, che simboleggia il passaggio dalla gioventù all'età adulta e che alla fine conduce a un altro luogo circoscritto, il «giardino segreto», così definito in quanto il suo passaggio d'accesso è generalmente celato.
Nausicaä non fa eccezione a questa regola: non solo infatti cresce sola all'interno del suo giardino segreto personale (accessibile tramite una porta nascosta in un muro della sua camera), dove ha iniziato a studiare il Mar Marcio, ma anche durante le sue numerose peregrinazioni penetra in posti protetti e apparentemente inaccessibili, nei quali apprende i segreti del suo mondo prima del cataclisma apocalittico; il primo di questi luoghi, l'unico presente sia nel manga che nel lungometraggio d'animazione, è lo spazio incontaminato e puro che si trova al di sotto della giungla tossica, dove precipita inghiottita dalle sabbie mobili insieme ad Asbel e capisce pienamente il ciclo riproduttivo dell'intero ecosistema.

Nausicaä in copertina del quinto volume del manga, accanto all'occhio di un Verme Re

Tuttavia, secondo i due autori, il miglior passaggio verso uno di questi ambienti speciali è quello che si trova nell'opera cartacea, quando la principessa, accompagnata da Selm e Miralupa, compie un viaggio mentale, grazie al quale raggiunge i limiti del Mar Marcio e scopre «un mondo rinfrescato e libero da ogni contaminazione». Sebbene riesca a far questo solo attraverso una visione (dato che i suoi polmoni non potrebbero sostenere quell'aria pura, abituati ormai ai miasmi inquinanti), «il solo fatto di conoscere era abbastanza per la sua anima tormentata». Tuttavia preferisce tenere nascosta questa scoperta, «suggellando così il destino disegnato per il suo "popolo"». Sebbene infatti «sarebbe meraviglioso vivere in questo mondo privo di veleni e miasmi», ritiene che quel mondo naturale, così rigoglioso e rigenerato, è ancora troppo debole per resistere alla follia distruttrice dell'uomo. Occorrono circa mille anni per farlo diventare più forte e per far acquisire alla razza umana la saggezza pacifica.
Al contrario, per Nathalie Dufayet tutta la sequenza del manga ambientata nel giardino di Shuwa (nel quale vi si può accedere solo grazie al suo guardiano) può essere considerata a tutti gli effetti la tappa cruciale dell'iter di Nausicaä, il momento in cui ella abbandona definitivamente il proprio "io" infantile per apprendere «la verità sulla colpevolezza immersa nel cuore dell'essere»: il guardiano del giardino l'avverte che la sua ambizione di salvare il mondo non solo può portare ad una tirannia (ergo una sorte analoga a quella del sacro imperatore di Dorok), ma è anche futile, in quanto la scomparsa del mondo moderno e dei suoi abitanti è inevitabile, al fine di «dare modo, secondo la legge del ciclo vitale, a un altro mondo di rigenerarsi». Nonostante questo però, la giovane sceglie coraggiosamente di lottare per il pianeta in cui vive e che ama, noncurante dell'inevitabilità.
Secondo Colson e Régner in questo luogo Nausicaä è «intrappolata in una benevola utopia», dalla quale a liberarsi soltanto con la forza e nuovamente con l'aiuto di Selm, visto che «le preoccupazioni per il suo mondo» sono «un miraggio, o più precisamente un'immagine fantasma». Si rende conto allora che l'accesso al giardino è nascosto alla vista: si tratta di una porta invisibile, celata nelle mura perimetrali.
Successivamente entra in un altro luogo apparentemente impenetrabile, il santuario di Shuwa: la capitale di Dorok per i due autori «rappresenta l'epitoma di uno spazio chiuso che ospita nel suo cuore un altro spazio chiuso». Infatti, quando raggiunge l'interno dell'edificio con Ohma, si deve confrontare con il suo Signore, una macchina senziente costruita al tempo della civiltà industriale che le comincia a raccontare i segreti della sua civiltà. Inoltre questo «dio del mondo antico» le rivela che verrà riprogrammato come in passato e spargerà per tutta la Terra le spore che conserva, capaci di resistere anche all'aria pulita e di ricoprire qualunque terreno. Ella però si oppone nuovamente a tale progetto e all'idea che la sua gente possa diventare la vittima sacrificali della nuova umanità. Di fatto, sebbene il Signore tenti di sedurla promettendole un nuovo corpo, resistente all'inquinamento, «respinge qualsiasi sottomissione alla programmazione arbitraria», compiendo una scelta che «accentua solo il caos» e che rende l'entità artificiale «soltanto un potere scomparso aggrappato a un sogno da tempo svanito». Ordina quindi al Soldato Titano di disintegrare tutto, facendo venire alla luce nuovamente il suo lato messianico.

### Coppie
Per la maggior parte dei saggisti e degli studiosi, l'aspetto profetico e il carattere di Nausicaä lascerebbero poco spazio al sentimentalismo. Se però Susan J. Napier ritiene che il suo rapporto con Asbel sia «potenzialmente erotico», al contrario la docente Kaori Yoshida afferma, all'interno del suo studio accademico Evolution of Female Heroes: Carnival Mode of Gender Representation in Anime presentato alla Western Washington University nel 2002, di non vederla proprio come un personaggio pensato per attirare lo sguardo maschile e che, anzi, la considera una «figura materna post-edipica».
Anche Raphaël Colson e Gaël Régner credono che il destino messianico della principessa non le permetterebbe di instaurare dei rapporti intimi con le persone. Preferiscono perciò considerare lei e Asbel come una «coppia di bambini della prima generazione», tipo quella di Susan e Tem in Sabaku no tami, primo manga di Miyazaki pubblicato a puntate dal 1969 al 1970. Inoltre notano come Asbel sia all'inizio del manga il «sostegno senza fallo» della ragazza, ma che poi nel prosieguo lentamente entri sempre più in intimità con Kecha, una giovane di Dorok incontrata durante il viaggio. L'eroina, nel frattempo, incontra un altro personaggio maschile importante, Selm, che le offrirà di vivere assieme con il suo popolo, «quello della foresta», nei pressi del Mar Marcio. Ma se lei da un lato vorrebbe accettare la proposta, dall'altro non può certo abbandonare il suo mondo per una vita felice nella giungla tossica. Miyazaki decide di non rivelare la scioglimento di questo dilemma, lasciando alla fine del manga aperta qualunque possibilità.

## Accoglienza

### Riconoscimenti
Nausicaä diventò un personaggio popolarissimo in Giappone, soprattutto durante tutto l'arco di uscita del manga, ottenendo alcuni importanti riconoscimenti. Nel giugno 1985 infatti vinse il primo premio come "miglior personaggio femminile dell'anno" nel corso del festival dell'Anime Grand Prix organizzato da Animage. Due anni dopo, si posizionò al primo posto della classifica dei "migliori personaggi di tutti i tempi" redatta dalla stessa rivista, diventando così la prima eroina in assoluto a rientrare in questa categoria. Ci rimase fino all'aprile del 1993, quando, dopo essere retrocessa al secondo (a maggio del 1991) e poi al terzo posto (a dicembre 1992) fu definitivamente esclusa dal podio, continuando tuttavia a essere presente almeno nella top 20 fino a maggio 2004, data dopo la quale retrocedette in posizioni molto più basse, spodestata da personaggi di serie anime più recenti (come Kira Yamato di Mobile Suit Gundam SEED e Lelouch Vi Britannia di Code Geass: Lelouch of the Rebellion).
Nel 2000, il canale televisivo nipponico Animax condusse un sondaggio tra i suoi ascoltatori per decretare quali fossero i loro personaggi anime preferiti e la principessa si piazzò all'undicesima posto.

### Opinione critica
Nausicaä è stata definita un personaggio dall'animo «coraggioso e sano», e come «uno dei migliori esempi di una donna che veramente "ha autorità"». Susan J. Napier la considerò una perfetta e realistica eroina del genere epico, sebbene possegga dei poteri, delle capacità e una natura messianica che sono fuori dal canone.
Marc Hairston, astrofisico statunitense ma grande appassionato di animazione nipponica, tenne una lezione sugli anime presso l'Università del Texas a Dallas, all'interno del corso "Arts and Humanities" curato dalla docente Pamela Gossin, partendo proprio dal primo volume di Nausicaä della Valle del vento (edizione Perfect Collection) e analizzando un aspetto della protagonista ricorrente per tutta l'opera, ovvero che regolarmente ella ha un potere che non desidera ma che poi le permette di prendere decisioni difficili. Inoltre fece notare come alla fine del manga il tessuto narrativo sia il medesimo di quello di Princess Mononoke: la principessa deve infatti fare una scelta per il futuro del mondo, ma qualunque soluzione sceglierà non condurrà ad apparenti esiti positivi. Intervistato da G.B. Hiranuma, il ricercatore raccontò che le reazioni degli studenti alla lettura del fumetto erano state «interessanti. Hanno detto cose come "Pensavo che avrei potuto buttar giù tutto il libro in mezz'ora - ma mi ci sono volute ore per attraversalo!", "Questo è difficile da leggere, ho dovuto continuare a guardare indietro per rivedere quello che stava succedendo." Uno dei miei commenti preferiti è stato di una studentessa che era una casalinga di 40 anni che ha detto di aver avuto difficoltà a leggerlo perché suo figlio di 14 anni continuava a rubarglielo per leggerlo! E naturalmente, molti di loro volevano sapere dove avrebbero potuto ottenere i volumi del resto della storia.»
Molti studiosi e critici si concentrarono inoltre sulla rappresentazione del personaggio all'interno del film d'animazione: nel suo saggio Travelling sur le cinéma d'animation à l'école, Vincent Marie (docente di Storia e geografia e di Cinema presso il liceo Philippe Lamour di Nîmes) scrisse che l'anime «sollecita una riflessione sui "personaggi-tipo" delle leggende» e che Nausicaä «è in una sola volta principessa, combattente, ambasciatrice, giocosa, bambina, martire […], permette allo spettatore di identificarsi con lei e durante il suo viaggio di iniziazione rievoca antichi miti».
Anche Lucie M. del sito di analisi critica francese SciFi-Universe la trovò un «personaggio femminile autentico e potente, […] intrepido […] un personaggio di una gentilezza e di una disponibilità a capire le forme di vita straordinarie […]», così come lo staff dell'agenzia di stampa Agence France-Presse, che la descrisse come una «forte pacifista, ambientalista, utopica e messianica [...] , che riflette le influenze culturali e le preoccupazioni di Miyazaki».
Lo sceneggiatore italiano Alessandro Bencivenni, nel capitolo del scritto monografico Hayao Miyazaki - Il dio dell'anime intitolato appunto Nausicaä, la considerò a tutti gli effetti l'incarnazione del pensiero di Miyazaki nei confronti della Natura, affermando che nella sequenza in cui ella piange di felicità dopo aver percepito il cuore pulsante della foresta, «sembra fare esperienza di uno di quegli aspetti che Lovelock definiva i più suggestivi e inafferrabili dell'ipotesi Gaia: quelli che riguardano il pensiero e l'emozione dell'interrelazione fra Uomo e Terra». Allo stesso modo il filosofo e autore statunitense Ernest Callenbach (che aveva incontrato personalmente il regista nel corso di una discussione/intervista riguardo alla pellicola nel 1985) ritenne che ques
to lato ecologista del carattere di lei coincidesse con quello dei personaggi femminili del suo romanzo utopico Ecotopia: Il romanzo del nostro futuro del 1975.
Al contrario il recensore norvegese Stig Høgset del webzine T.H.E.M. Anime Reviews la definì un'eroina troppo irrealistica se confrontata con le successive delle opere dello Studio Ghibli: è l'unica in tutta la Valle a interessarsi della giungla tossica, doma facilmente gli insetti, risolve i problemi di tutti i suoi sudditi (anche quelli degli altri popoli), implora un patetico perdono al cucciolo di mostro-tarlo per la stoltezza dell'umanità e non esita a sacrificare la sua vita per la pace della Terra. Anche se ciò non gli impedì di assegnare alla pellicola il massimo dei voti, egli si chiese ironicamente perché la giovane non abbia anche camminato sulle acque. Pure lo scrittore e traduttore statunitense Frederik L. Schodt, all'interno del suo studio critico Dreamland Japan: Writings On Modern Manga del 2007, credette che nella pellicola il personaggio fosse diventato «leggermente più dolce, quasi sdolcinato», reputando la sua «voce acuta» e le riprese dal basso che mostrano il fondo della sua gonna la conseguenza di «un'enfasi sulla femminilità prepuberale nell'animazione commerciale».

Ciononostante, nel febbraio 2014 il giornalista statunitense Ramsey Isler della rivista online IGN stilò una classifica dei "25 migliori personaggi anime di tutti i tempi" e collocò la principessa al nono posto, affermando che: 
(Ramsey Isler in Top 25 Greatest Anime Characters, IGN, 4 febbraio 2014)

## Influenza culturale

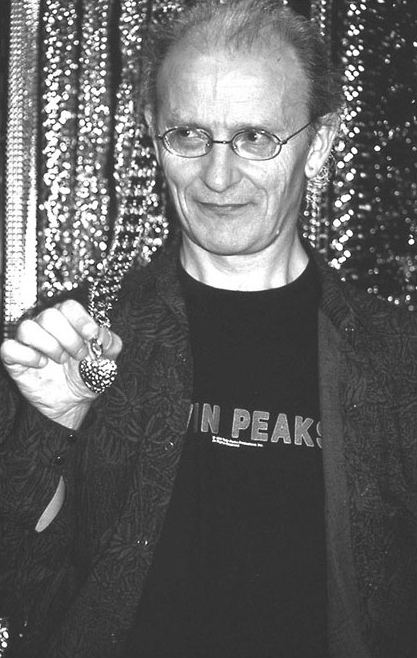
Il fumettista francese Jean Giraud (qui in foto nel 1992), dopo aver visto negli anni Ottanta una VHS piratata del film d'animazione procuratagli dal figlio, ne rimase così affascinato che decise di chiamare sua figlia proprio Nausicaa

Nausicaä della Valle del vento e la sua trasposizione cinematografica influenzarono molte delle opere successive di Hayao Miyazaki. Gli schizzi preparatori da lui realizzati tra il 1980 e il 1982 racchiudono infatti già idee che poi sarebbero state le basi dei film Laputa - Castello nel cielo e il sopracitato Princess Mononoke. Soprattutto quest'ultimo, oltre a presentare affini tematiche ecologiste e femministe, vede al suo interno una coppia di protagonisti che per Colson e Regner non sono altro che una variante di quella composta da Nausicaä e Asbel: il principe Ashitaka è «guidato dagli stessi valori come Nausicaä» e difende la coesistenza tra l'uomo e la natura, cercando al contempo di portare pace nell'animo di San, accecata dalla rabbia e dalla sete di vendetta, la quale pertanto «si impone […] come il riflesso dei difetti di Nausicaä» e «la loro incarnazione vivente che la spaventa». La ricercatrice statunitense Alice Vernon, nel capitolo Beyond Girlhood in Ghibli: Mapping Heroine Development against the adult Woman Anti-hero in "Princess Mononoke" del saggio collettivo del 2018 Princess Mononoke: Understanding Studio Ghibli's Monster Princess, nota pure un certo parallelismo tra il rapporto conflittuale di San e Eboshi e quello di Nausicaä e Kushana, affermando che «laddove [...] Eboshi rappresenta l'indipendenza adulta di San, Kushana è una sorta di "fantasma del futuro di Nausicaä" - incarna le prospettive patriarcali che Nausicaä rigetta. In una società in cui è il padre il capo della famiglia, Miyazaki sottolinea quanto sia importante per le giovani donne mantenere i propri ideali se non sono d'accordo con chi è loro imposto, usando Nausicaä come suo vascello. La dinamica tra Kushana e Nausicaä, seguite da Eboshi e San, mostra un focus di lunga data sulla rappresentazione delle donne nei film di Miyazaki.»
All'ultima lezione sugli anime tenuta nel 1999, Marc Hairston mostrò come il videoclip On Your Mark del 1995 fosse una sorta di «rilascio simbolico» di Nausicaä, anche in relazione al testo della canzone:
(Marc Hairston in Coda: On Your Mark and Nausicaa, 7-8 aprile 1999)
Tuttavia il personaggio non fu importante soltanto nella carriera di Miyazaki, ma anche nell'industria anime in generale, divenendo un modello imitato e sfruttato da numerosi autori. Molti infatti furono gli eroi e le eroine a esso ispirati e ne sono un esempio Amon del film d'animazione Kaze o mita shōnen (風を見た少年?), girato da Kazuki Ōmori, Arete di Arete-hime (アリーテ姫?) realizzato da Sunao Katabuchi, Toola di Origine (銀色の髪のアギト?, Gin-iro no kami no Agito) diretto da Keiichi Sugiyama e Nakiami dell'ONA Xam'd: Lost Memories (亡念のザムド?, Bönen no Zamudo) di Megumi Shimazu e Yūichi Nomura. Lo sviluppatore Yukio Takahashi affermò che, per la protagonista Toby Masuyo del videogioco Baraduke del 1985, venne ispirata nelle fattezze a Nausicaä. Anche Rey, la jedi protagonista della trilogia sequel della saga di Guerre stellari, creata da Lawrence Kasdan, J. J. Abrams e Michael Arndt, venne paragonata alla principessa, così come Orta, eroina del quarto capitolo della serie videoludica Panzer Dragoon Panzer Dragoon Orta (2002). Infine il primo sito informativo mai creato sullo Studio Ghibli venne intitolato Nausicaa.net dal Team Ghiblink, un gruppo di ricercatori e appassionati dello produzioni dell'azienda che lo aprì nel 1996.